# Volba prezidenta Československa 1973
Volba prezidenta Československa proběhla 22. března 1973 ve Vladislavském sále Pražského hradu, na společné schůzi obou komor Federálního shromáždění, kterou vedl předseda Alois Indra. Armádní generál Ludvík Svoboda byl opětovně zvolen československým prezidentem.

## Pozadí
1. ledna 1969 vstoupil v platnost Ústavní zákon o československé federaci ustavující vznik České a Slovenské socialistické republiky, které byly reprezentovány společným Federálním shromážděním, které volilo prezidenta.
V roce 1973 byl stávající prezident Ludvík Svoboda zvolený v roce 1968 opětovně nominován jako jediný kandidát.

## Průběh a výsledek volby
Volby se účastnilo 341 poslanců. Poslanci Sněmovny lidu odevzdali celkem 194 platných hlasů pro navrženého kandidáta. Plnou podporu získal Svoboda také v obou komorách Sněmovny národů.  
| Kandidát       | Sněmovna lidu | Sněmovna národů ČSR | Sněmovna národů SSR | Celkem hlasů |
| -------------- | ------------- | ------------------- | ------------------- | ------------ |
| Ludvík Svoboda | 194           | 72                  | 75                  | 341          |